# Fundacja Ja Wisła
Fundacja Ja Wisła – polska organizacja pozarządowa zajmująca się m.in. popularyzacją rzeki Wisły. Od początku powstania kieruje nią Przemysław Pasek. Fundacja organizuje m.in. koncerty, kino plenerowe i rejsy po Wiśle, a także remontuje stare łodzie. Przyczyniła się do oczyszczenia warszawskich brzegów Wisły i Portu Czerniakowskiego.
Choć działania Fundacji częściowo finansowane są z budżetu miasta, to kilkakrotnie popadała ona w konflikt z miejscowymi władzami. Tak było m.in. w przypadku krypy Basonia, terenu i pochylni w Porcie Czerniakowskim oraz Dworca Wodnego. W czerwcu 2016 założyciel fundacji zapowiedział zakończenie działalności w Porcie Czerniakowskim.